# Elisabeth von Adlerflycht
Elisabeth von Adlerflycht   (Frankfurt del Main, 23 de setembre de 1775 - Frankfurt del Main, 15 de març de 1846)(nascuda von Riese) va ser una pintora alemanya coneguda per la seva il·lustració cartogràfica de la vall del Rin, la primera d'un gènere de mapes turístics conegut com Rheinpanorama.

## Vida i obra

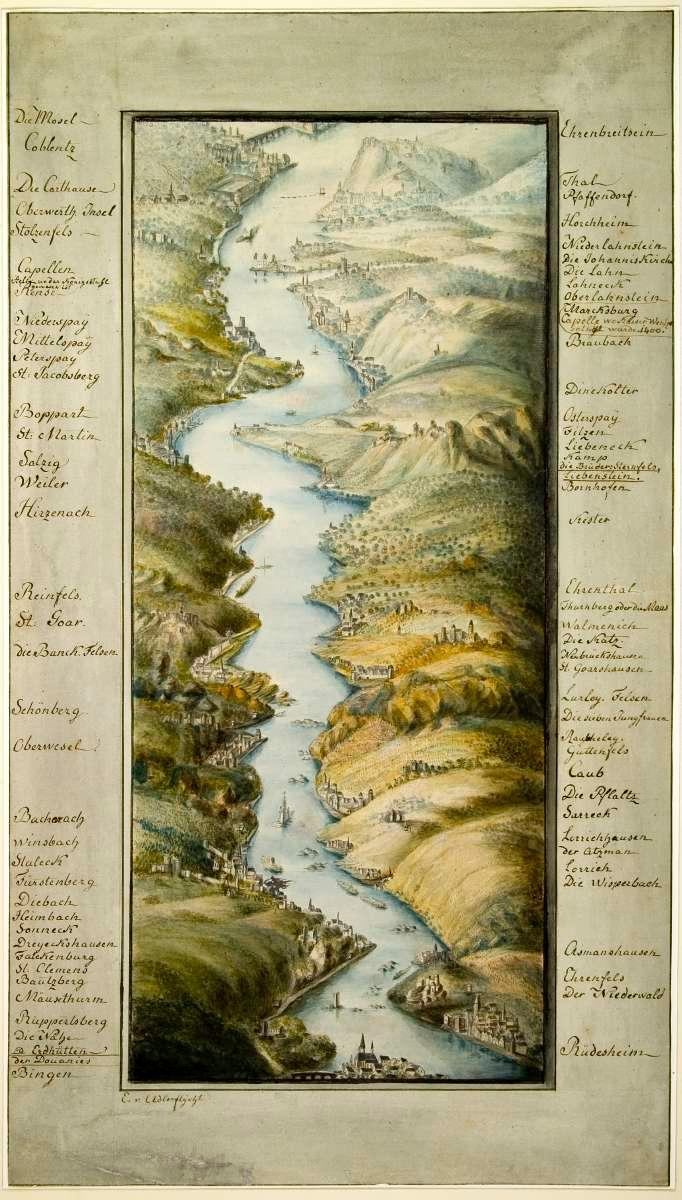
Das Rheintal von Bingen bis Koblenz (1811)

Elisabeth von Adlerflycht va estudiar a Frankfurt amb Johann Daniel Bager (1754–1815), que va pintar natures mortes i retrats. El 1797 es va casar amb Justinian von Adlerflycht, que després esdevingué senador de la Ciutat Lliure de Frankfurt.
Durant un creuer pel Rin el 1811, va dibuixar esbossos preparatoris per a una pintura panoràmica de la vall del Rin des de la desembocadura del Nahe fins al Mosel·la. El panorama va utilitzar una projecció paral·lela contínua per il·lustrar una visió aèria de la vall completa del Rin. Johann Friedrich Cotta von Cottendorf (1764–1832) va reconèixer la novetat d'aquesta tècnica de fer mapes pictòrics i va iniciar la impressió litogràfica d'aquest full pel geògraf i cartògraf de Stuttgart Heinrich Keller el 1822. El 1823, Friedrich Wilhelm Delkeskamp de l'editorial de Frankfurt Friedrich Wilmans va publicar aquest clàssic panorama del Rin des de Magúncia fins a Colònia.
Elisabeth von Adlerflycht tenia una galeria de pintura a Frankfurt, on avui un carrer porta el nom de la família von Adlerflycht.